# ロヴェッショ・デッラ・メダーリャ
ロヴェッショ・デッラ・メダーリャ（Il Rovescio della Medaglia、RDM）は、イタリアのハードロックおよびシンフォニック・ロック・バンドである。1973年にリリースされたシンフォニック・ロック・アルバム『汚染された世界』で最も有名となっている。そこでは、バッハの『平均律クラヴィーア曲集』からの4曲が、ロックやハードロックからインスピレーションを受けたロヴェッショ・デッラ・メダーリャ自身の音楽とシームレスに統合されている。1975年には『汚染された世界』の英語ヴァージョンがレコードでリリースされた。LPジャケットでは、グループ名が「RDM」に簡略化されているが、裏にはフルネームが書かれている。
『汚染された世界』は、ルイス・エンリケス・バカロフによってプロデュースされた。
バンドは一度1977年に解散したが、1993年に再結成し、2013年に初来日を果たしている。

## メンバー
アルバム『汚染された世界』発表時のリスト: 
- ジーノ・カンポリ (Gino Campoli) - パーカッション
- エンツォ・ヴィータ (Enzo Vita) - ギター
- ステーファノ・ウルゾ (Stefano Urso) - ベース
- フランコ・ディ・サバティーノ (Franco di Sabbatino) - キーボード
- ピーノ・バッラリーニ (Pino Ballarini) - ボーカル

## ディスコグラフィ

### アルバム
- 『聖典 (ラ・ビッビア)』 - La Bibbia (1971年)
- 『我思う故に (イオ・コーメ・イオ)』 - Io come io (1972年)
- 『汚染された世界』 - Contaminazione (1973年) [4]
- Contamination (1975年) ※RDM名義。『汚染された世界』の英語盤。
- Giudizio avrai (1988年)
- Vitae (1993年)
- Il Ritorno (1995年)
- Vitae (2000年)
- Microstorie (2011年)
- 『汚染された世界2013 - ライヴ・アット・クラブ・チッタ』 - Official Bootleg Limited Edition Live Recorded At Club Citta' On Apr. 27, 2013 (2013年)
- Tribal Domestic (2016年)